# Dubai Tennis Championships 2005 - Qualificazioni singolare maschile
Le qualificazioni del singolare maschile del Dubai Tennis Championships 2005 sono state un torneo di tennis preliminare per accedere alla fase finale della manifestazione. I vincitori dell'ultimo turno sono entrati di diritto nel tabellone principale. In caso di ritiro di uno o più giocatori aventi diritto a questi sono subentrati i lucky loser, ossia i giocatori che hanno perso nell'ultimo turno ma che avevano una classifica più alta rispetto agli altri partecipanti che avevano comunque perso nel turno finale.
Le qualificazioni del torneo Dubai Tennis Championships 2005 prevedevano 16 partecipanti di cui 4 sono entrati nel tabellone principale.

## Teste di serie
1. Sargis Sargsian (ultimo turno)
2. Ivo Minář (Qualificato)
3. Jean-René Lisnard (Qualificato)
4. Bohdan Ulihrach (ultimo turno)

1. Marco Chiudinelli (Qualificato)
2. Andreas Seppi (ultimo turno)
3. Vladimir Volčkov (Qualificato)
4. Igor' Kunicyn (ultimo turno)

## Qualificati
1. Vladimir Volčkov
2. Ivo Minář

1. Jean-René Lisnard
2. Marco Chiudinelli

## Tabellone

### Legenda
| - Q = Qualificato - WC = Wild card - LL = Lucky loser | - ALT = Alternate - SE = Special Exempt - PR = Protected Ranking | - w/o = Walkover - r = Ritirato - d = Squalificato |

### Sezione 1
|  | Primo turno | Primo turno      | Primo turno      | Primo turno | Primo turno |  |  | Ultimo turno | Ultimo turno     | Ultimo turno | Ultimo turno | Ultimo turno |  |
|  |             |                  |                  |             |             |  |  |              |                  |              |              |              |  |
|  | 1           | Sargis Sargsian  | 1                | 6           | 6           |  |  |              |                  |              |              |              |  |
|  |             | Leonardo Azzaro  | 6                | 3           | 2           |  |  | 1            | Sargis Sargsian  | 7            | 65           | 2            |  |
|  | 7           | Vladimir Volčkov | Vladimir Volčkov | 6           | 6           |  |  | 7            | Vladimir Volčkov | 6            | 7            | 6            |  |
|  |             | Jan Minar        | Jan Minar        | 3           | 2           |  |  |              |                  |              |              |              |  |

### Sezione 2
|  | Primo turno | Primo turno        | Primo turno        | Primo turno   | Primo turno |  |  | Ultimo turno | Ultimo turno  | Ultimo turno  | Ultimo turno | Ultimo turno |  |
|  |             |                    |                    |               |             |  |  |              |               |               |              |              |  |
|  | 2           | Ivo Minář          | Ivo Minář          | 6             | 6           |  |  |              |               |               |              |              |  |
|  |             | Jan Frode Andersen | Jan Frode Andersen | 3             | 3           |  |  | 2            | Ivo Minář     | Ivo Minář     | 6            | 6            |  |
|  | 8           | Igor' Kunicyn      | Igor' Kunicyn      | Igor' Kunicyn | 5           |  |  | 8            | Igor' Kunicyn | Igor' Kunicyn | 2            | 4            |  |
|  |             | Uros Vico          | Uros Vico          | Uros Vico     | 0r          |  |  |              |               |               |              |              |  |

### Sezione 3
|  | Primo turno | Primo turno         | Primo turno         | Primo turno | Primo turno |  |  | Ultimo turno | Ultimo turno      | Ultimo turno | Ultimo turno | Ultimo turno |  |
|  |             |                     |                     |             |             |  |  |              |                   |              |              |              |  |
|  | 3           | Jean-René Lisnard   | 4                   | 6           | 6           |  |  |              |                   |              |              |              |  |
|  |             | Mohammad Ghareeb    | 6                   | 4           | 4           |  |  | 3            | Jean-René Lisnard | 7            | 3            | 6            |  |
|  | 6           | Andreas Seppi       | Andreas Seppi       | 6           | 6           |  |  | 6            | Andreas Seppi     | 5            | 6            | 4            |  |
|  |             | Serhij Stachovs'kyj | Serhij Stachovs'kyj | 2           | 4           |  |  |              |                   |              |              |              |  |

### Sezione 4
|  | Primo turno | Primo turno                   | Primo turno                   | Primo turno | Primo turno |  |  | Ultimo turno | Ultimo turno      | Ultimo turno      | Ultimo turno | Ultimo turno |  |
|  |             |                               |                               |             |             |  |  |              |                   |                   |              |              |  |
|  | 4           | Bohdan Ulihrach               | Bohdan Ulihrach               | 6           | 6           |  |  |              |                   |                   |              |              |  |
|  |             | Sébastien de Chaunac          | Sébastien de Chaunac          | 3           | 4           |  |  | 4            | Bohdan Ulihrach   | Bohdan Ulihrach   | 3            | 4            |  |
|  | 5           | Marco Chiudinelli             | Marco Chiudinelli             | 6           | 6           |  |  | 5            | Marco Chiudinelli | Marco Chiudinelli | 6            | 6            |  |
|  |             | Mohammed Abdel-Aziz Al Nuaimi | Mohammed Abdel-Aziz Al Nuaimi | 2           | 1           |  |  |              |                   |                   |              |              |  |